# Gaston Blanquart
Pour les articles homonymes, voir Blanckaert.
 (avril 2013).
Si vous disposez d'ouvrages ou d'articles de référence ou si vous connaissez des sites web de qualité traitant du thème abordé ici, merci de compléter l'article en donnant les références utiles à sa vérifiabilité et en les liant à la section « Notes et références ».
Gaston Blanquart est un flûtiste et pédagogue français, né à Raismes (Nord) le 2 juin 1877 et mort à Clichy le 1er décembre 1962.

## Biographie
Issu d’une famille modeste, Gaston Blanquart commence la flûte à l’École nationale de Valenciennes. En 1894 il réussit le concours d’entrée au Conservatoire de Paris. Son professeur Paul Taffanel le considère comme un élève modèle. Fort d’une progression régulière, le 28 juillet 1898 il passera devant un jury présidé par Théodore Dubois comprenant notamment Gabriel Fauré, Gabriel Pierné et Charles-Marie Widor, il remporte le Premier prix avec la célèbre Fantaisie de Fauré composée pour l’occasion.
En 1900 il est engagé par Édouard Colonne comme quatrième flûte, puis en 1905 deviendra flûte solo des Concerts Colonne, il occupera ce poste pendant 35 ans.
Les créations auxquelles participe Gaston Blanquart sont nombreuses et de première importance, de Maurice Ravel : Une barque sur l’océan (1907) et la Rhapsodie espagnole (1908), de Claude Debussy : Danses pour harpe (1904), de Vincent D’Indy : Jour d’été à la montagne (1906) etc. Les plus grands solistes se produisent avec l’orchestre : Raoul Pugno, Pablo de Sarasate, Alfred Cortot, Pablo Casals, Jacques Thibaud. Les chefs d’un jour sont : Arthur Nikisch, Richard Strauss, Claude Debussy, Gustav Mahler qui dirige en 1910 sa deuxième symphonie.
Très régulièrement Gaston Blanquart se produit en soliste. Il remporte un énorme succès dans le Prélude à l’après-midi d’un faune de Claude Debussy. 
Il se marie en 1900 avec la violoncelliste Fernande Dauphin, ils auront deux enfants : Edmond et Marcelle future harpiste, soliste des Concerts Poulet et des Concerts Colonne mais aussi future mère d’Arlette Sweetman.
Ami de nombreux grands solistes et de compositeurs – on sait que Camille Saint-Saëns l’appréciait au plus haut point et qu’il était le flûtiste préféré de Maurice Ravel – il se produit très souvent avec des partenaires tels que Nadia Boulanger, Pablo Casals, Georges Enesco, Lili Laskine, Jacques Thibaud parmi bien d’autres.
Grand ami de Pierre Monteux, ce dernier l’engage dans l’orchestre des Ballets Russes qu’il dirige. Il participe ainsi à plusieurs créations très importantes d’Igor Stravinsky : Petrouchka en juin 1911 au Châtelet, Le Rossignol en mai 1914 et Le Sacre du printemps donné au Théâtre des Champs-Élysées le 29 mai 1913. Ce fut l’occasion d’un des plus énormes chahuts de tous les temps mais également un choc culturel qui devait transformer radicalement la vision de l’avenir des intellectuels et des artistes.
Depuis longtemps, il rêve de faire partie de l’orchestre de l’Opéra, il y sera nommé en 1923.
En décembre 1927, il participe Salle Pleyel à la seule et unique représentation du Pierrot lunaire d'Arnold Schönberg dirigée en France par le compositeur.
Passionné de pédagogie, Gaston Blanquart eut toute sa vie beaucoup d’élèves, en privé mais aussi à la Schola Cantorum et à l’Institut Berlioz. Il accueille chez lui beaucoup d’amateurs, notamment les professeurs Alexandre Minkowski et Louis Leprince-Ringuet. L’ambiance est très particulière rue Miromesnil : père, mère et fille donnent tous les trois des leçons à longueur de journées.
À l’heure de la retraite, le dernier spectacle auquel Gaston Blanquart participe est le Faust de Charles Gounod où le rôle de Marguerite est tenu par une jeune débutante de vingt-cinq ans : Victoria de Los Angeles.
En novembre 1953, promu au rang de Chevalier de la Légion d’Honneur, c’est Maurice Lehmann, directeur de l’Opéra, qui lui remet sa Croix.
Sa vie durant il viendra en aide aux plus fragiles, pendant la Première Guerre mondiale il est fait prisonnier au tout début des hostilités et est interné au camp de Minden en Westphalie. Il passera là quatre années avec douze mille autres captifs, il fait preuve envers les autres prisonniers d’un altruisme peu courant en de telles circonstances « Il semblait que Gaston Blanquart en imposait à tous par son art, par son calme réfléchi et aussi par une sorte de bonté qui se dégageait de sa personnalité. Il n’y avait malheureusement pas beaucoup d’hommes comme lui » écrit Maurice Carton, l’un de ses compagnons de captivité.
Il s’investira beaucoup dans la vie associative et l’action sociale, il vient en aide aux jeunes musiciens comme aux anciens. En novembre 1962 il est victime d’un malaise, il oscille plusieurs jours entre la vie et la mort. Il s’éteint dans son sommeil le 1er décembre 1962.